# おかえり (エンジェルのエピソード)
「おかえり」（You're Welcome）は、『エンジェル』の第5シーズン第12話。コーディリア役のカリスマ・カーペンターがゲスト出演する。

## ストーリー
長期間昏睡状態にあったコーディリアは謎の声で覚醒する。エンジェルに迎えに来てもらった彼女は、彼がウルフラム&ハートと和解したと知って驚く。エンジェルとウルフラム&ハート社の廊下を歩いていた彼女は、突然スパイクに襲われる。スパイクはコーディリアが悪の道に入ったと、ドイルと名乗る男から聞かされていたのだった。その後、このドイルを装った男は、エンジェルのかつての敵リンジー・マクドナルドであることが判明する。
サーバ室
ウルフラム&ハートのサーバ室に忍び込んだリンジーは、エンジェルとコーディリアの2人と戦い、エンジェルによって地獄へ送られてしまう。
エンジェルのオフィス
コーディリアはエンジェルに別れを告げ、情熱的なキスをして去っていく。その後突然電話が鳴り、電話に出たエンジェルに「コーディリアがたった今病院で息を引き取った」との連絡が入る。

## 配役
俳優名（役名/声優名）の順。

### 主演
- デヴィッド・ボレアナズ（エンジェル/堀内賢雄）
- アンディ・ホーレット（ローン）
- アレクシス・デニソフ（ウェスリー・ウィンダム＝プライス/森田順平）
- ジェームズ・マースターズ（スパイク/堀川仁）
- エイミー・アッカー（ウィニフレッド・バークル）
- J・オーガスト・リチャーズ（チャールズ・ガン）

### 特別ゲスト
- カリスマ・カーペンター（コーディリア・チェイス）
- クリスチャン・ケイン（リンジー・マクドナルド）

### ゲスト出演
- メルセデス・マクナブ（ハーモニー・ケンドール/深水由美）
- サラ・トンプソン（イヴ）

### 助演
- T・J・サイン （弁護士）
- ライアン・アルヴァレス（ピー・ピー・デーモン）
- マーク・コルソン（イジー）